# Markkleeberg
Markkleeberg là một thị trấn ở quận Leipzig, thuộc bang Free State of Saxony, Đức. Nó nằm trên sông Pleiße và khoảng

7 km về phía Nam của Leipzig.